# Kopparsollöpare
Kopparsollöpare (Poecilus cupreus) är en skalbaggsart som först beskrevs av Carl von Linné 1758.  Kopparsollöpare ingår i släktet Poecilus, och familjen jordlöpare. Arten är reproducerande i Sverige.

## Bildgalleri

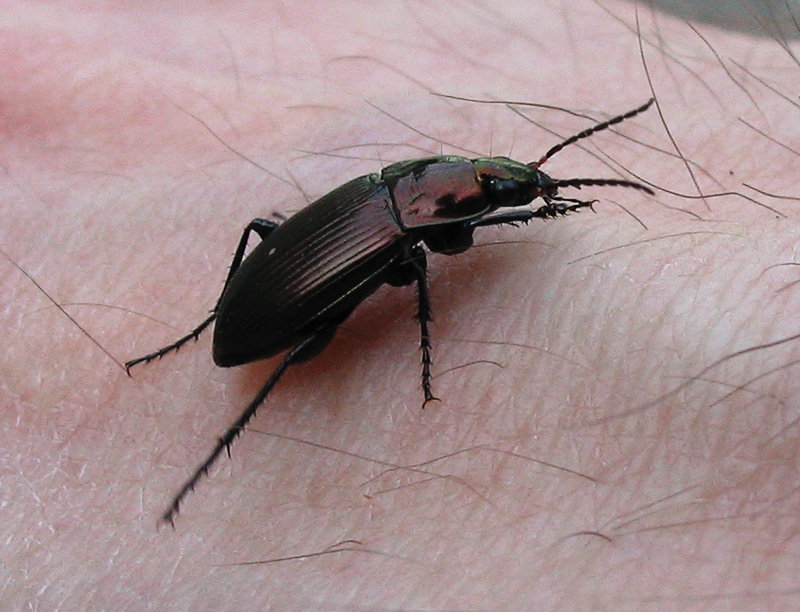
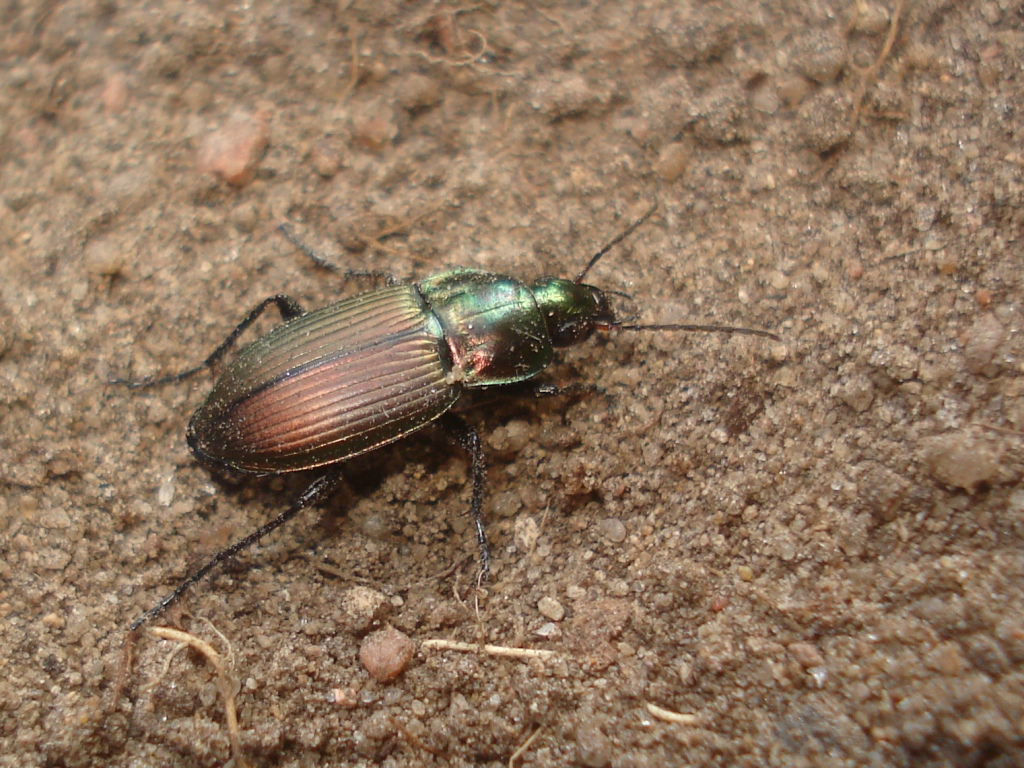
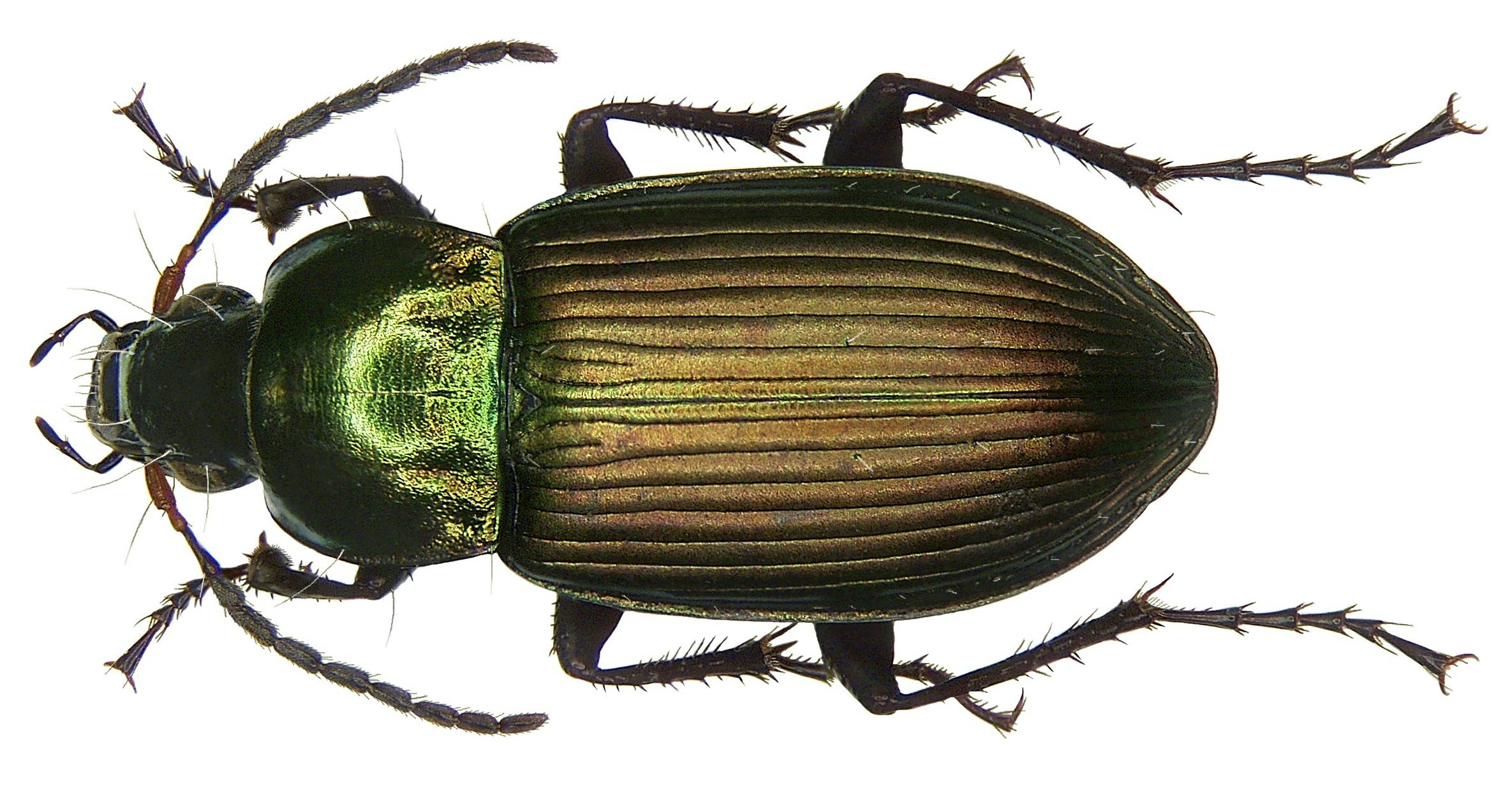
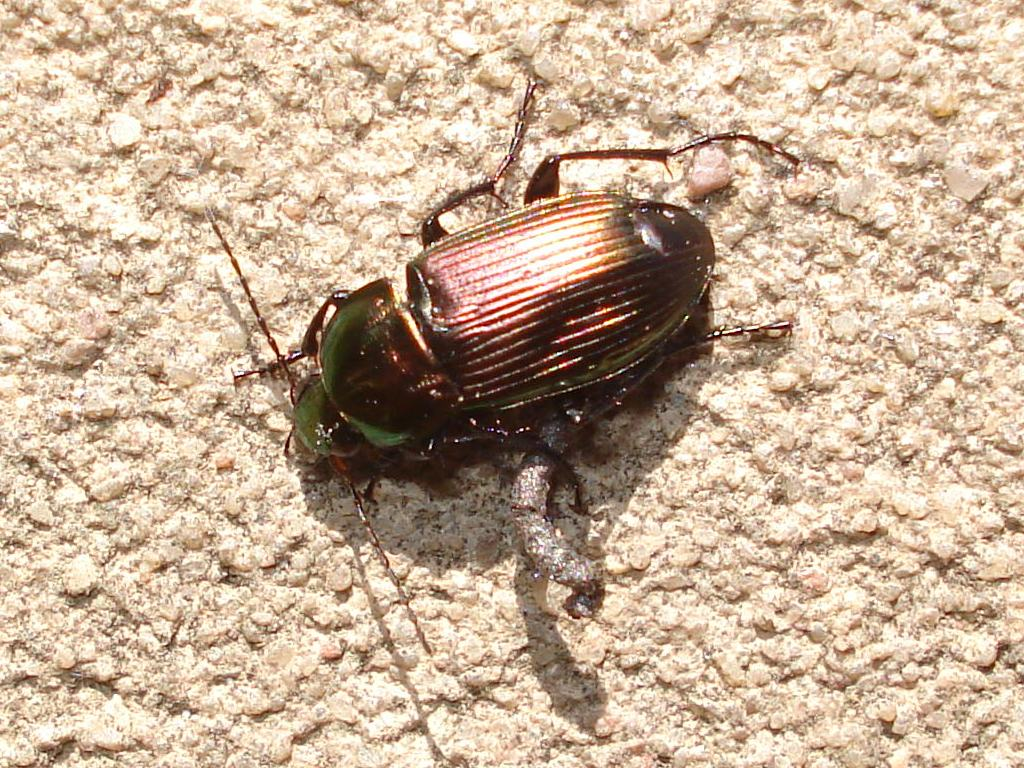